# Tubulanidae
Tubulanidae (лат.) — семейство невооружённых немертин из отряда Palaeonemertea. Характерно отсутствие спинного кровеносного сосуда, хоботок лишен стилета, имеют два продольных нервных ствола. В кишечнике нет явственных боковых карманов. Церебральные органы имеются.

## Систематика
Одно из примитивных семейств типа немертин. Таксономия и дата установления названия семейства рассматривается Хироси Кадзихарой (2006), который пришёл к выводу, что правильнее указывать 1904 год (а не 1905, как ранее было решено Особым мнением МКЗН). Включает следующие родовые таксоны:
- Callinera Bergendal, 1900
- Carinesta Punnett, 1900
- Carinina Hubrecht, 1885
- Parahubrechtia Gibson et Sundberg, 1999
- Protubulanus Chernyshev, 1995
- Tubulanus Renier, 1804